# Emboscada de Bam de 2022
La emboscada de Bam ocurrió el 4 de agosto de 2022, cuando militantes yihadistas tendieron una emboscada a una operación antiterrorista organizada por las Fuerzas Armadas de Burkina Faso, matando a cuatro civiles y nueve milicianos del VDP. El gobierno de Burkina Faso afirmó que treinta y cuatro insurgentes murieron inmediatamente después del ataque.

## Fondo
El norte de Burkina Faso se ha visto envuelto en una guerra civil entre insurgentes yihadistas y el ejército burkinés desde mediados de 2015. En enero de 2022, militares descontentos derrocaron al gobierno de Roch Marc Christian Kaboré alegando que el presidente Kaboré, no estaba haciendo lo suficiente para evitar una cantidad cada vez mayor de ataques yihadistas en el país. La administración de Paul-Henri Sandaogo Damiba, que asumió el poder después del golpe, presenció un nuevo aumento de los ataques yihadistas. Esta tendencia continuó en agosto, cuando apenas un día antes el ejército burkinés había mutilado a civiles durante una operación antiterrorista en el sureste del país.

## Ataque
El ataque se produjo en la provincia de Bam, en el norte del país. Según una declaración del gobierno de Burkina Faso, militantes islamistas atacaron a las fuerzas gubernamentales durante una operación antiterrorista, que dejó nueve militares del VDP y cuatro civiles muertos. Las fuerzas gubernamentales restantes respondieron al ataque y afirmaron haber matado a 34 insurgentes.